# Theodor Strohm
Theodor Strohm (* 17. Januar 1933 in Nürnberg; † 2. Mai 2025) war ein deutscher evangelischer Praktischer Theologe und Hochschullehrer.

## Leben
Von 1952 bis 1956 studierte Strohm evangelische Theologie in Erlangen und Göttingen (1957 1. theologisches Examen in Ansbach). Von 1955 bis 1960 studierte er Soziologie, Nationalökonomie und Geschichte in Frankfurt und Berlin. Nach der Promotion 1961 zum Dr. phil. (Soziologie) in Berlin war er von 1961 bis 1963 Studienleiter im Evangelischen Studienwerk Villigst. Von 1963 bis 1969 war Strohm wissenschaftlicher Assistent von Heinz-Dietrich Wendland in Münster. Nach der Promotion 1968 daselbst zum Dr. theol. und der Habilitation 1969 im Fach Systematische Theologie / Christliche Gesellschaftswissenschaften war er von 1970 bis 1977 ordentlicher Professor für Systematische Theologie und Sozialethik an der Kirchlichen Hochschule Berlin und Direktor des Religionssoziologischen Instituts. Von 1977 bis 1982 war er ordentlicher Professor für Systematische Theologie und Direktor des von Arthur Rich gegründeten Sozialethischen Instituts an der Universität Zürich.
Von 1982 bis 1985 war er ordentlicher Professor für Praktische Theologie / Gemeindeaufbau an der Universität Heidelberg. Von 1985 bis zu seiner Emeritierung 1998 war er ordentlicher Professor für Praktische Theologie / Diakonik sowie, in Nachfolge von Paul Philippi, Leiter des Diakoniewissenschaftlichen Instituts (DWI) der Ruprecht-Karls-Universität Heidelberg. Dieses Institut war im Februar 1954 von Edmund Schlink und Otto Dibelius ins Leben gerufen worden.  Strohm blieb nach seiner Emeritierung 1998 diesem Institut noch drei Jahre als Lehrstuhlvertreter und kommissarischer Leiter verbunden. Danach übernahm Heinz Schmidt von 2001 bis 2009 die Leitung des Diakoniewissenschaftlichen Instituts, gefolgt von Johannes Eurich. In seiner Zeit am Diakoniewissenschaftlichen Institut setzte sich Strohm für den Aufbau mehrerer Studiengänge, die historiographische Aufarbeitung der Diakoniegeschichte sowie die Förderung von insgesamt 45 Doktorandinnen und Doktoranden ein. Die verstärkte Professionalisierung der Diakonie war ihm ein besonderes Anliegen. Insbesondere im östlichen Europa, aber auch in Skandinavien und Korea wurden Institute nach dem Muster des Heidelberger Diakoniewissenschaftlichen Instituts gegründet und aufgebaut.
Strohm war Mitglied der Kammer der EKD für soziale Ordnung, deren Vorsitz er von 1981 bis 1998 innehatte. In dieser Position hat Strohm zahlreiche Denkschriften auf den Weg gebracht. 1998 wurde er mit dem Bundesverdienstkreuz und dem Johann-Hinrich-Wichern-Preis ausgezeichnet. 2001 erhielt er das Kronenkreuz in Gold.
Der Ratsvorsitzende der evangelischen Kirche in Deutschland (EKD) von 2014 bis 2021, Heinrich Bedford-Strohm, sowie dessen Bruder, der Heidelberger Kirchenhistoriker Christoph Strohm, sind Neffen von Theodor Strohm.
Zum Gedenken an Theodor Strohm fand im Mai 2025 eine Andacht in der Heidelberger Universitäts-Peterskirche statt.

## Werke (Auswahl)
- Theodor Strohm (1961). Theologie im Schatten politischer Romantik. Eine Wissenschaftstheorie–soziologische Anfrage an die Theologie Friedrich Gogartens. Dissertation. Publiziert 1970. München: Kaiser.
- Theodor Strohm (1968). Kirche und demokratischer Sozialismus: Studien zu Theorie und Praxis politischer Kommunikation. Dissertation. Publiziert 1968. München: Kaiser.
- Theodor Strohm und Gerhard K. Schäfer (Hrsg.)(1987): Der Dienst Christi als Grund und Horizont der Diakonie. Überlegungen zu einigen Grundfragen der Diakonie, hg. v. Diakonischen Werk Württemberg, Stuttgart.
- Theodor Strohm und Paul Philippi (Hrsg.)(1989). Theologie der Diakonie. Lernprozesse im Spannungsfeld von lutherischer Überlieferung und gesellschaftlich–politischen Umbrüchen. Ein europäischer Forschungsaustausch. Heidelberg: Heidelberger Verlags-Anstalt.
- Theodor Strohm, Volker Herrmann, Jochen-Christoph Kaiser (Hrsg.): Bibliographie zur Geschichte der deutschen evangelischen Diakonie im 19. und 20. Jahrhundert. Kohlhammer, Stuttgart 1997.
- Theodor Strohm und Gerhard K. Schäfer (Hrsg.)(1998). Diakonie–biblische Grundlagen und Orientierungen. Ein Arbeitsbuch zur theologischen Verständigung über den diakonischen Auftrag. Heidelberg: Universitätsverlag Winter.
- Theodor Strohm (Hrsg.): Die Entstehung einer sozialen Ordnung Europas. Band 1. Historische Studien und exemplarische Beiträge zur Sozialreform im 16. Jahrhundert. Universitätsverlag Winter, Heidelberg 2004.
- Theodor Strohm, Michael Klein (Hrsg.): Die Entstehung einer sozialen Ordnung Europas. Band 2. Europäische Ordnungen zur Reform der Armenpflege im 16. Jahrhundert. Universitätsverlag Winter, Heidelberg 2004.

## Festschriften
- Arnd Götzelmann, Volker Herrmann und Jürgen Stein (Hrsg.): Diakonie der Versöhnung. Ethische Reflexionen und soziale Arbeit in ökumenischer Verantwortung. Festschrift für Theodor Strohm. Stuttgart 1998, ISBN 3-7918-3186-0.
- Arnd Götzelmann (Hrsg.): Diakonische Kirche. Anstöße zur Gemeindeentwicklung und Kirchenreform. Festschrift für Theodor Strohm zum 70. Geburtstag. Heidelberg 2003, ISBN 3-8253-1466-9.
- Gerhard K. Schäfer, Volker Herrmann (Hrsg.): Johann Hinrich Wichern – ausgewählte Predigten. Theodor Strohm zum 80. Geburtstag. Evangelische Verlagsanstalt, Leipzig 2014. Inhaltsverzeichnis